# Arthur Leppmann
Arthur Silvius Leppmann (ur. 31 grudnia 1854 w Raudten, zm. 11 maja 1921 w Berlinie) – niemiecki lekarz, specjalista medycyny sądowej, psychiatrii i neurologii.

## Życiorys
Żydowska rodzina Leppmanów pochodziła z Peiskretscham (dziś Pyskowice) i przez pokolenia utrzymywała się z piekarstwa. Ojciec Arthura Leppmanna, Heinrich (1820–1899), studiował medycynę i został radcą sanitarnym. Brat Friedrich Leppmann (1872–1952) również został lekarzem, psychiatrą i neurologiem.
Był jednym z założycieli Ärztlichen Sachverständigen Zeitung, autorem wielu prac naukowych. Wspólnie ze Schlockowem i Rothem wydał podręcznik medycyny sądowej.